# Guggenheimovo muzeum Bilbao
Guggenheimovo muzeum Bilbao je muzeum moderního umění ve španělském městě Bilbao, centru baskického regionu.

## Architektura
Muzeum bylo vystavěno roku 1997 v průmyslové části města, uprostřed loděnic, doků a ocelářských továren, podle projektu a vítězného návrhu z mezinárodní architektonické soutěže kanadsko-amerického architekta Franka Gehryho. Plány byly vypracovány výhradně pomocí počítačového programu pro modelování CATIA. Díky tomu bylo možné vyprojektovat tvary, které by byly tradičně nerealizovatelné. Futuristická stavba zrcadlící se ve vodní hladině řeky Nervion a připomínající svým tvarem loď kombinuje rovné a převládající zakřivené tvary, mezi pláštěm budovy pokrytým titanem jsou umístěny prosklené plochy. Jako další stavební materiál je použit vápenec. Muzeum zcela postrádá střechu v obvyklém tvaru.

## Sbírky
Stálé sbírky muzea zahrnují umělecká díla významných umělců druhé poloviny 20. století, mj. Andyho Warhola, Rosenquista, Rauschenberga, de Kooninga, Antoni Tàpiese a dalších. Kromě toho jsou zde pravidelně pořádány výstavy španělských i zahraničních umělců. V budově muzea je dále restaurace zaměřená na baskickou kuchyni.

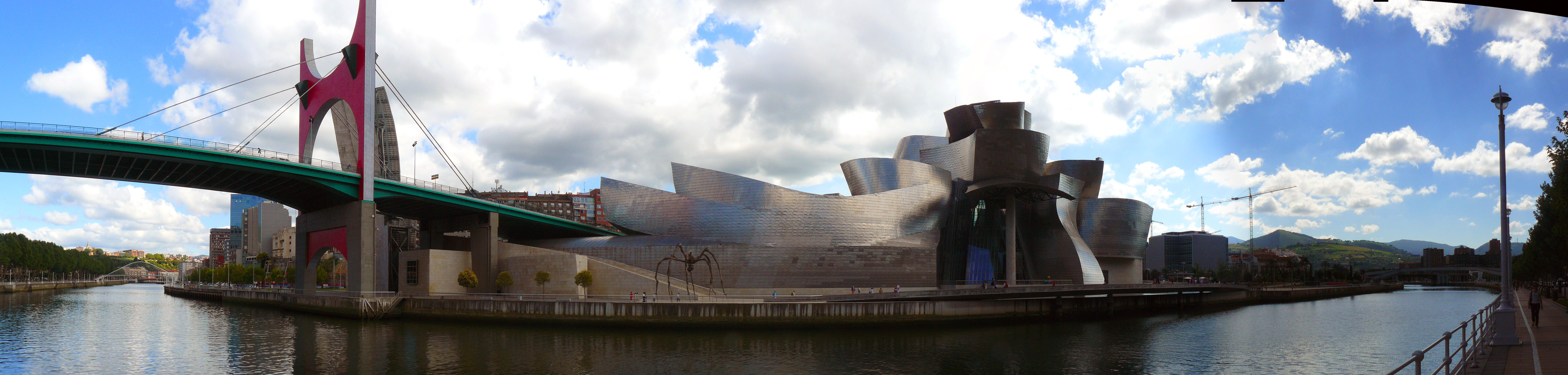
Panorama muzea